# 黃牌

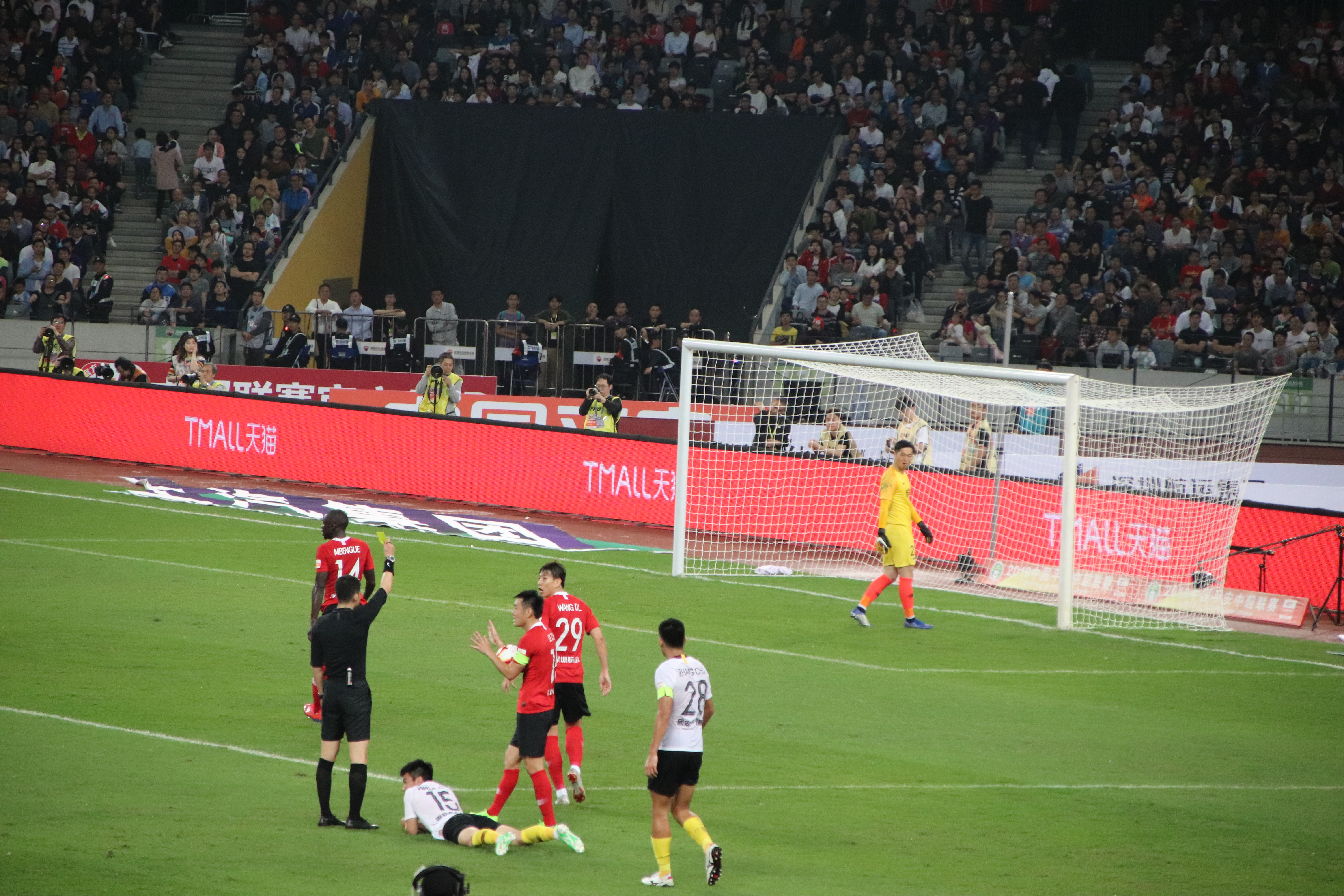
球證舉起黃牌，向犯規球員作出警告

黃牌（英語：Yellow Card）是在足球、欖球、手球、曲棍球中，對犯規球員的記名警告。球證在上述球類比賽中，當一名球員在比賽中犯規，會對犯規球員舉起黃牌作出警告。傳統上裁判會將球員的犯規詳情記錄在隨身的小記事簿內，因此警告亦被稱為記名（Booking）。足球賽事中，被黃牌警告的球員仍可繼續比賽，但當再度犯規時便會被驅逐離場。按程序球證會先出示第二面黃牌，再出示紅牌（因而稱為「兩黃一紅」，Second Yellow Card），被罰紅牌離場的球員將不能繼續進行餘下的賽事。球隊也不能用後備球員補上，球隊需在缺人狀態下繼續比賽，因而在部份情況下，領隊會替換已被出示黃牌的球員，以防出現「兩黃一紅」之情況而要缺人作賽。而在欖球賽事中，被出示黃牌的球員會遭暫時驅逐至後備席，10分鐘後才能恢復比賽，此後如再度犯規，會同樣被「兩黃一紅」趕出場。
即使球員或官员未有被紅牌趕出場，累積黃牌也可導致停賽處分，在正式比賽中（聯賽或杯賽），累計3張黃牌會被罰停賽；在國際賽（如世界盃和洲際盃賽）只要累計2張黃牌就要停賽一場。如該球員在國際賽的最後一場被罰停賽，停賽的懲罰會在稍後的外圍賽繼續（以歐洲球隊為例，如該球員在世界盃最後一場領紅，其便會在稍後的歐洲國家盃外圍賽中被禁賽；但如在歐洲國家盃最後一場領紅，其仍然可以在稍後的世界盃外圍賽中繼續作賽）；如該球員在國際賽外圍賽最後一場被罰停賽，停賽的懲罰會在隨後舉行的國際賽正賽繼續。

## 沿革
黃牌及紅牌由英格蘭裁判员肯·阿斯顿（前國際足協裁判员委員會主席）創立。1966年世界杯舉行期間，當時英格蘭球員查爾頓閱報才得知自己在對阿根廷的八強賽事中被記名警告，於是向世界杯委員會查問。被此事困擾的阿斯顿從溫布萊球場駕車回家途中，偶然發現交通燈的紅色和黃色燈號，可以應用在球場上，作為向球員及觀眾清楚表示球員被記名警告或被逐出場的標記。
阿斯顿於是向國際足協建議訂立紅黃牌制度，並於1970年世界杯開始廣泛使用。在此之前，裁判员僅口頭告知球員已被記名或逐出場。黃牌及紅牌可免除語言誤會，更清楚地執行原有的警告及驅逐離場條例。然而黃牌及紅牌直到1992年才正式立例成為足球比賽的裁判员指定裝備。

## 適用範圍
根據國際足聯的賽例，如果球員違反下列犯規中的任何一種，將被警告並被出示黃牌：
1. 犯有不君子行為；
2. 以語言或行動表示異議；
3. 持續違反規則；
4. 延誤比賽重新開始；
5. 當以角球或任意球重新開始比賽時，不退出規定的距離；
6. 未得到裁判員許可進入或重新進入比賽場地；
7. 未得到裁判員許可故意離開比賽場地；
8. 入球後过度慶祝（如脫去上衣、用球衣將頭蒙住或冲入对方球员席位庆祝）；
9. 跟隨球證觀看VAR；
10. 向球證做出要求觀看VAR的手勢；

裁判有斟酌處理權決定遭受警告的違規行為，而國際足聯亦有大量指引協助裁判员的判決。
雖然被黄牌警告的球員仍可在場內繼續作賽，很多足球管轄機構會在球員在球季內、錦標賽或錦標賽內的階段疊積某個數量的黃牌數目而作出停賽處分，此類場外判罰由管轄機構自行訂定。
教练或助理教练违规时，同样可以被裁判黄牌警告，且累计黄牌停赛规则往往同样适用。
從2015年開始，紅黃牌成為以抽籤决定隊伍排名之前的最後一項排名準則。從2016年歐洲杯開始適用這項規則。然而兩隊或者多隊比到這一項才能比較排名的情形很少發生。
在2018年世界杯，首次出現須用此準則的排名賽。日本和塞內加爾在完成排名賽後出現积分、得失球及對賽成績均相同的局面。最後日本因比賽內加爾少領兩張黃牌，成功以次名晉級。

## 其他運動的適用情況
黃牌亦應用於足球以外的世界各地的運動，如女子長曲棍球、曲棍球、英式橄欖球比賽（十五人）、英式橄欖球比賽（十三人）及手球等。在兩項橄欖球比賽中球員為罰黃牌需停賽10分鐘。

## 與紅牌關係
- 足球：兩黃一紅。（但有裁判员於2006年世界盃足球賽中出現三黃一紅之犯錯，而在互射十二碼階段的黃牌會重新計算，所以亦曾出現「兩黃無紅」情況。）
- 手球：黃牌-兩分鐘（第三次）紅牌

## 另見
- 沒收比賽
- 紅牌
- 比賽造假